# Slowakische Badmintonmeisterschaft 2001
Die Slowakische Badmintonmeisterschaft 2001 war die neunte Auflage der Titelkämpfe im Badminton in der Slowakei. Sie fand vom 5. bis zum 6. Mai 2001 in Nitra statt. 

## Medaillengewinner
| Disziplin    | Gold                                                           | Silber                                                                   | Bronze                                                                 |
| ------------ | -------------------------------------------------------------- | ------------------------------------------------------------------------ | ---------------------------------------------------------------------- |
| Herreneinzel | Marián Šulko (Spoje Bratislava)                                | Lukáš Klačanský (CEVA Trenčín)                                           | Pavel Mečár (Slávia ŽU Žilina)                                         |
| Herreneinzel | Marián Šulko (Spoje Bratislava)                                | Lukáš Klačanský (CEVA Trenčín)                                           | Michal Matejka (Spoje Bratislava)                                      |
| Dameneinzel  | Gabriela Zabavníková (Lokomotíva Košice)                       | Eva Sládeková (CEVA Trenčín)                                             | Kvetoslava Orlovská (BC Prešov)                                        |
| Dameneinzel  | Gabriela Zabavníková (Lokomotíva Košice)                       | Eva Sládeková (CEVA Trenčín)                                             | Iveta Kousalová (Spoje Bratislava)                                     |
| Herrendoppel | Pavel Mečár (Slávia ŽU Žilina) Marián Šulko (Spoje Bratislava) | Martin Felgr (Spoje Bratislava) Lukáš Klačanský (CEVA Trenčín)           | Róbert Cyprian (BK MI Trenčín) Michal Matejka (Spoje Bratislava)       |
| Herrendoppel | Pavel Mečár (Slávia ŽU Žilina) Marián Šulko (Spoje Bratislava) | Martin Felgr (Spoje Bratislava) Lukáš Klačanský (CEVA Trenčín)           | Juraj Brestovský (Benni Nitra) Marián Dirga (BC Prešov)                |
| Damendoppel  | Barbora Bobrovská (ATU Košice) Eva Sládeková (CEVA Trenčín)    | Kvetoslava Orlovská (BC Prešov) Gabriela Zabavníková (Lokomotíva Košice) | Zuzana Orlovská (BC Prešov) Júlia Turzáková (Lokomotíva Košice)        |
| Damendoppel  | Barbora Bobrovská (ATU Košice) Eva Sládeková (CEVA Trenčín)    | Kvetoslava Orlovská (BC Prešov) Gabriela Zabavníková (Lokomotíva Košice) | Katarína Koščová (Spoje Bratislava) Iveta Kousalová (Spoje Bratislava) |
| Mixed        | Pavel Mečár (Slávia ŽU Žilina) Barbora Bobrovská (ATU Košice)  | Michal Matejka (Spoje Bratislava) Eva Sládeková (CEVA Trenčín)           | Ivan Piovarči (CEVA Trenčín) Adriana Šidlová (CEVA Trenčín)            |
| Mixed        | Pavel Mečár (Slávia ŽU Žilina) Barbora Bobrovská (ATU Košice)  | Michal Matejka (Spoje Bratislava) Eva Sládeková (CEVA Trenčín)           | Ján Fiľ (Lokomotíva Košice) Júlia Turzáková (Lokomotíva Košice)        |